# A La Media Noche
A La Media Noche är ett musikalbum av fransk-brasilianska gruppen Kaoma som släpptes 1998.

## Låtlista
| Nr           | Titel                                       | Längd |
| ------------ | ------------------------------------------- | ----- |
| 1.           | A La Media Noche (Radio Edit)               | 4:13  |
| 2.           | Banto                                       | 4:09  |
| 3.           | Quando                                      | 3:31  |
| 4.           | Idem                                        | 3:39  |
| 5.           | Essa Maneira                                | 4:05  |
| 6.           | Outro Lugar (Another Star Batucada Version) | 4:41  |
| 7.           | Todo                                        | 4:29  |
| 8.           | M.B.B.                                      | 3:46  |
| 9.           | Espana                                      | 4:02  |
| 10.          | Nou We                                      | 4:24  |
| 11.          | Banto (Roots Version)                       | 3:06  |
| 12.          | A La Media Noche (Remix)                    | 4:13  |
| Total längd: | Total längd:                                | 48:18 |